# Andrés Bosch Vilalta
Andrés Bosch Vilalta (Palma, 1926-Barcelona, 1984) va ser un escriptor, assagista i traductor espanyol, guanyador del Premi Planeta en 1959.
De jove es va traslladar a Barcelona on es va llicenciar en Dret. Va exercir com advocat fins a 1961, data a partir de la qual es va dedicar exclusivament a la literatura. El 1959 va guanyar el Premi Planeta. Posteriorment s'ha dedicat a traduir al castellà obres d'autors com William Styron, André Breton, Vladimir Nabokov, Virginia Woolf o Henry James.

## Obres

### Novel·les
- La noche (1959)
- Homenaje privado (1961)
- La revuelta (1963)
- La estafa (1965)
- Ritos profanos (1967)
- El mago y la llama (1970)
- El cazador de piedras (1974)
- Mata y calla (arte de gobierno) (1977)
- El recuerdo de hoy (1982)

### Assaig
- (amb Manuel García Viñó). El realismo y la novela actual. Universidad de Sevilla, 1973.

### Traduccions
- Erskine Caldwell. En busca del Bisco. Lumen, 1967.
- Scott O'Dell. La perla negra. Noguer, 1968. Reedición: Noguer y Caralt, 1996.
- William Styron. Las confesiones de Nat Turner. Lumen, 1968.
- André Breton. Manifiestos del surrealismo. Guadarrama, 1969.
- Marjorie Kellogg. Dime que me quieres, Junie Moon. Noguer, 1969.
- Isaac Bashevis Singer. Los herederos. Noguer, 1971.
- Vladimir Nabokov. Mashenka. Lumen, 1972.
- George Duncan Painter. Marcel Proust: biografía. Lumen, 1972. Reedición: Lumen, 1992.
- William Styron. Pabellón especial. Lumen, 1973.
- John Updike. Museos y mujeres. Noguer, 1974.
- John Updike. El regreso de Conejo. Noguer, 1975.
- Jean Rhys. Ancho mar de los Sargazos. Noguer, 1976. Reediciones: Bruguera, 1982; Anagrama, 1998; Círculo de Lectores, 2005.
- John Updike. Cásate conmigo. Noguer, 1977.
- Virginia Woolf. La señora Dalloway. Lumen, 1980 ISBN 978-84-264-4002-0
- Virginia Woolf. El cuarto de Jacob. Lumen, 1980. ISBN 978-84-264-1124-2
- Virginia Woolf. Entre actos. Lumen, 1980. ISBN 978-84-264-4004-4 Reediciones: Lumen, 1982-2008.
- Isaac Bashevis Singer. Un día de placer. Bruguera, 1981.
- Henry James. La copa dorada. Planeta, 1981. Reediciones: Aguilar, 2008; Alba, 2010.
- Frank Yerby. Mis dioses han muerto en Mississippi. GeoPlaneta, 1983.
- D. H. Lawrence. Mujeres enamoradas. Seix Barral, 1984.
- Yukio Mishima. Confesiones de una máscara. Seix Barral, 1985. Reedición: Diario El País, 2003.
- Gertrude Stein. Autobiografa de Alice B. Toklas. Lumen, 1992-2000.

## Premis
- Premi Planeta, en 1959, per La noche.
- Premi Ciutat de Barcelona, en 1961, per Homenaje privado.
- Premi Olimpia, en 1970, per El mago y la llama.